# Лінійна вулиця (Мелітополь)
Ліні́йна вулиця — вулиця в місті Мелітополь, що йде паралельно залізниці Харків — Крим по території історичних районів Юрівка та Новий Мелітополь. Починається від Ногайської вулиці біля вагонного депо, закінчується шляхопроводом на Новий Мелітополь в індустріальному районі, переходячи в стежку вздовж залізниці.
Деякі карти також відносять до Лінійної вулиці невелику ділянку в індустріальних територіях, біля ТОВ «Агропромислова компанія», ТОВ «Спецмонтажінновація» та мелітопольського рибцеху. Ця ділянка ніяк не пов'язана з першою і не містить нумерованих будинків. Він закінчується, перетинаючи Індустріальну вулицю.

## Назва
«Лінійна» — поширена назва серед вулиць колишнього СРСР, розташованих біля залізниці.
У Мелітополі на даний момент також є:
- 2-й, 3-й та 4-й Лінійні провулки;
- Північно-Лінійна вулиця, 1-й та 2-й Північно-Лінійні провулки;
- Західно-Лінійна вулиця .

У минулому існували Південно-Лінійна вулиця, 1-а та 2-а Північнолінійні вулиці, Північнолінійний та 1-й Лінійний провулки.

## Історія
У документах вулиця вперше згадується 11 березня 1931 року в протоколах засідання президії Мелітопольської міськради. Раніше, 1924 року, в описі земельного володіння згадувалася якась Лінійна вулиця, вона ж 'Упорная', в районі Нового Мелітополя, але її причетність до цієї вулиці не встановлено.

## Об'єкти
- пішохідний міст на вулицю Гетьмана Сагайдачного через територію вокзалу;
- дорожня майстерня (ПД-7);
- південний парк залізничної станції Мелітополь;
- елеватор (юридична адреса на вул. Гетьмана Сагайдачного);
- молитовний будинок церкви євангельських християн-баптистів;
- шляхопровід на Новий Мелітополь.

## Галерея
|                                                                     |                                                    |                                                                     |                                                                                            |
| елеватор                                                            | біля перехрестя з вулицею Раскової                 | перехід через залізницю з Покровської вулиці на Лінійну вулицю      | шляхопровід на Новий Мелітополь                                                            |
|                                                                     |                                                    |                                                                     |                                                                                            |
| кінцева частина вулиці за шляхопроводом                             | наприкінці вулиці біля території заводу «Гідромаш» | залізнична гілка на Мелітопольський завод тракторних гідроагрегатів | стежка за Лінійною вулицею; попереду ліворуч — будівля ПСК «Моноліт» (біля м'ясокомбінату) |
|                                                                     |                                                    |                                                                     |                                                                                            |
| старий вагон у південному парку мелітопольської залізничної станції | старий вагон-цистерна пожежного поїзда             | старий вагон бункерного типу для перевезення борошна                | Молитовний дім ЄХБ                                                                         |